# إعصار رمال
العاصفة الإعصارية الشديدة رمال هي عاصفة استوائية قوية معتدلة ولكنها أقل تدميرًا، أثرت على ولاية البنغال الغربية وبنغلاديش. كانت أول منخفض وأول عاصفة إعصارية لموسم الأعاصير لعام 2024 في شمال المحيط الهندي. وفقًا لإدارة الأرصاد الجوية البنغلاديشية فقد تحولت من منخفض عميق إلى إعصار مساء يوم 25 مايو. ضرب الإعصار ولاية البنغال الغربية ودلتا سونداربان في بنغلاديش، بالقرب من الحدود في الساعة 8:30 مساءً يوم الأحد 26 مايو كعاصفة إعصارية شديدة. بلغت سرعة الرياح من 100 إلى 135 كيلومتر في الساعة (60 إلى 85 ميل/س) أثناء هبوطها في المنطقة الساحلية. أسفر الإعصار عن مقتل ما لا يقل عن 84 شخصًا، منهم 65 في الهند و19 في بنغلاديش. وتأثر حوالي 30 مليون شخص في بنغلاديش وولاية البنغال الغربية بانقطاع التيار الكهربائي.
تعرضت البنية التحتية الرئيسية للغاز الطبيعي المسال في بنجلاديش لأضرار بالغة، حيث تضررت إحدى محطتي الغاز الطبيعي المسال العائمتين في البلاد خلال الإعصار وخرجت عن الخدمة.  وتأثر قرابة 4.6 مليون شخص بإعصار رمال في 19 مقاطعة، وتوفي 16 شخصًا في سبع مقاطعات. وتم إجلاء قرابة 807 ألف شخصًا إلى 9424 ملجأ إخلاء في 19 مقاطعة. وتضرر أكثر من 173 ألف منزل. وتضرر أكثر من 530 ألف مزارع بسبب الأضرار التي لحقت بالمحاصيل والتي بلغت قيمتها 10,595 مليون تاكا بنغلاديشية (90.7 مليون دولار أمريكي). 
اقترحت سلطنة عمان الاسم العربي "رمال" في عام 2018. 

## التاريخ الجوي
بعد أربعة أشهر من الركود، في 21 مايو، بدأت دائرة الأرصاد الجوية الهندية (IMD) رصد دورة ضغط جوي منخفضة في خليج البنغال. وفي وقت لاحق من ذلك اليوم، بدأ مركز التحذير المشترك من الأعاصير (JTWC) أيضًا في تتبع هذا النظام، مشيرًا إلى احتمالية تحوله إلى منخفض موسمي. وفي اليوم التالي، لاحظت دائرة الأرصاد تشكل منطقة ضغط جوي منخفضة مجاورة للدورة المدارية. وفي وقت متأخر من 23 مايو، رفعت دائرة الأرصاد تصنيف النظام إلى منخفض جوي واضح المعالم، مشيرة إلى تزايد كثافته بسرعة. وفي اليوم التالي أعلنت دائرة الأرصاد تشكل منخفض جوي في خليج البنغال، ورمزت إليه بالرمز (بالإنجليزية: BOB 01). 
استجابةً لذلك، أصدر مركز التحذير المشترك من الأعاصير (JTWC) تنبيهًا بتشكل إعصار استوائي، مُشيرًا إلى مركز الدورة العريض للمنخفض وتزايد كثافة أحزمة الأمطار. وفي اليوم التالي، اشتد منخفض بوب 01 إلى منخفض عميق. وفي وقت لاحق، اعترف مركز التحذير المشترك بالنظام كإعصار، ورمز له بالرمز (بالإنجليزية: 01B). وبعد ذلك بوقت قصير اشتد المنخفض إلى عاصفة إعصارية، مما دفع دائرة الأرصاد إلى تسميته رمال. 

## التأثيرات

### بنجلاديش
في صباح يوم 26 مايو، أصدرت دائرة الأرصاد الجوية في بنغلاديش إشارة استغاثة رقم 10 في تسع مقاطعات ساحلية. وأصدرت دائرة الأرصاد الجوية تحذيرًا من احتمال غمر 16 مقاطعة ساحلية بمدّ بحري يصل ارتفاعه إلى 8 إلى 12 قدمًا فوق المعدل الطبيعي. وتم تجهيز حوالي 8000 إلى 9000 ملجأ في المناطق الساحلية في بنغلاديش لإجلاء الناس إلى أماكن آمنة. بالإضافة إلى ذلك، تم تجهيز الجيش وخدمة الإطفاء والمتطوعون والمؤسسات الحكومية الأخرى لعمليات الإنقاذ بعد العاصفة. وتم تعليق العمليات في ميناء شيتاغونغ. 
بسبب رمال، لقي 19 شخصًا مصرعهم في بنغلاديش. بدأت الأمطار والرياح العاتية في المناطق الساحلية منذ صباح يوم 26 مايو. وفقًا لوزارة إدارة الكوارث في بنغلاديش، اضطر حوالي 800 ألف شخص في المناطق الساحلية إلى مغادرة منازلهم واللجوء إلى الملاجئ. تراوحت سرعة الرياح وقت التأثير الرئيسي بين 100 و135 كيلومترًا في الساعة. في هذا الوقت، كسر المد العالي الذي يتراوح ارتفاعه بين 5 و7 أقدام السد وغمر مساحة شاسعة من الساحل، مما أدى إلى أضرار بالمنازل والمحاصيل والمواشي. 
فقد طفلين وأصيب 13 شخصًا بجروح بعد غرق قارب صيد في كهلنا. انقطع التيار الكهربائي عن أكثر من 2.7 مليون شخص وأكثر من 27 ألف برج شبكة خلوية تعطلت. تعطلت حركة المرور في عدة مناطق بعد اقتلاع الأشجار على الطريق. كما حدثت فيضانات في دكا، حيث أصيب ثلاثة أشخاص بالصعق الكهربائي نتيجة سقوط الأسلاك الكهربائية. تلقت دكا 306 ملم من الأمطار، وسقطت العديد من الأشجار وانكسرت الأغصان. إنه أقوى إعصار يضرب دكا منذ إعصار سيدر. كما حدثت فيضانات شديدة في شيتاغونغ وباريسال. 
وفقًا لوزارة إدارة الكوارث والإغاثة في بنغلاديش، فقد أثر إعصار رمال على حوالي 3.7 مليون شخص في 107 أوبازيلا في 19 منطقة ساحلية. دُمر حوالي 35 ألف منزل في بنغلاديش وتضرر 115 ألف منزل جزئيًا بسبب تأثير الإعصار. 

### الهند
أدى إعصار رمال إلى مقتل سبعة أشخاص وإصابة أكثر من 100 شخص في ولاية البنغال الغربية. أسقط الإعصار 356 عمود كهرباء، ودمر 2500 منزل، وتسبب في أضرار لقرابة 27 ألف منزل آخر في الولاية.  وأمرت السلطات بإجلاء أكثر من 50 ألف شخص في منطقة سونداربانس.  وصل المد البحري للإعصار إلى أكثر من 10 أقدام من المياه واستمر لأكثر من 36 ساعة في مناطق الغابات المنغروفية، ودمر أو أضر بمئات الأشجار، وتسبب في تسلل المياه المالحة إلى ما لا يقل عن 80 بركة مياه عذبة يستخدمها الحياة البرية والسكان المحليون لشرب الماء. قتل العديد من الحيوانات البرية، بما في ذلك الغزلان والخنازير البرية، بسبب الارتفاع الاستثنائي للمد البحري. اقتلعت الرياح ما لا يقل عن 1200 عمود كهرباء وكان هناك نقص في الغذاء. وأُلغيت 394 رحلة جوية في كلكتا. 
اقتلعت الرياح أكثر من 400 شجرة في كلكتا والمناطق المحيطة بها. سقط أكثر من 260 ملم من الأمطار في كلكتا في 24 ساعة مع رياح عاتية بلغت سرعتها 130 كم/س (81 ميل/س). أدى هطول الأمطار الغزيرة أيضًا إلى حدوث فيضانات في أجزاء مختلفة من كلكتا وتعطيل الخدمات في مترو كلكتا بسبب غمر محطتي مترو بارك ستريت وإسبلاناد. في 25 مايو أصدرت دائرة الأرصاد الجوية الهندية تحذيرًا طارئًا لولايات ناجالاند ومانيبور وميزورام وتريبورة بسبب الآثار المتوقعة للإعصار. تسبب الإعصار أيضًا في مقتل 13 شخصًا في تلنغانة، بما في ذلك سبعة في ناغاركونول وأربعة في حيدر آباد. تعزى معظم الوفيات في الولاية إلى سقوط الأشجار أو انهيار المباني.
عندما تحركت بقايا إعصار رمال نحو شمال شرق الهند، تسببت الأمطار الغزيرة في حدوث انهيارات أرضية أدت إلى مقتل 40 شخصًا. كانت الأضرار شديدة بشكل خاص في ولاية ميزورام حيث لقي 30 شخصًا مصرعهم،  منهم 17 بسبب انهيار محجر حجري في أيزول، فيما لا يزال ستة آخرون في عداد المفقودين. كما أدت الانهيارات الأرضية إلى إغلاق الطريق السريع الوطني رقم 6. كما وقعت أربع وفيات و18 إصابة في ولاية آسام، حيث تأثرت 16 مقاطعة بالفيضانات. في ديهكياجولي، سقطت شجرة على حافلة مدرسية وأصابت 12 طفلاً. في ميغالايا لقي شخص واحد مصرعه وأصيب سبعة آخرون بجروح جراء انهيار أرضي. أدت الأمطار الغزيرة إلى حدوث فيضانات واسعة النطاق في غواهاتي وسيلشار، حيث غمرت المياه أكثر من 50% من سيلشار والمناطق المحيطة بها. 

### مباراة كرة قدم خيرية لضحايا الإعصار
تعاون اتحاد كرة القدم في ولاية ميزورام مع رابطة لاعبي كرة القدم المحترفين في ميزورام، لإقامة مباراة كرة قدم خيرية في 21 يونيو 2024. ضمت هذه المباراة لاعبين من دوري السوبر الهندي ودوري الدرجة الأولى الهندي من ميزورام لجمع الأموال لضحايا إعصار رمال.
| دوري السوبر الهندي XI | 2-2     | الدوري الهندي للمحترفين XI |
| --------------------- | ------- | -------------------------- |
|                       | التقرير |                            |

## روابط خارجية
- 01B.REMAL في معمل أبحاث البحرية الأمريكية